# Wiffy Cox
Wilfred Hiram Cox (Brooklyn, NYC, 27 oktober 1896 – Washington D.C., 20 februari 1969) was een Amerikaanse golfprofessional. Hij speelde op de Amerikaanse PGA Tour en behaalde daar in de dertiger jaren negen overwinningen. Hij werd Wiffy genoemd.
Cox groeide op in de Iers-Italiaanse buurt van Brooklyn, New York. Hij begon als caddie op de golfbanen in Westchester County en leende golfclubs bij de proshop om daarvoor en daarna zelf te kunnen oefenen. 
Cox won negen toernooien op de PGA Tour in de periode 1931-1937. Hij speelde elf keer het US Open en eindigde vier keer in de top-5.  Hij speelde ook in het winnende Ryder Cup team in 1931.
In zijn tijd verdienden golfprofessionals hun brood met het leven als clubprofessional en de besten speelden enkele toernooien als ze daar geld voor hadden. Het prijzengeld was bescheiden, toen hij het Texas Open won, verdiende hij 750 dollar.
Cox werkte op de Dyker Beach Golf Course in Brooklyn, New York van 1921-1935. Hij gaf les, maakte en repareerde golfclubs en was verantwoordelijk voor het onderhoud van de baan.  Daarna werd hij head pro op de Congressional Country Club in Bethesda, Maryland, tot zijn overlijden.

## Gewonnen
- 1930: Mid-South Open Bestball (met Willie Macfarlane)
- 1931: Miami International Four-Ball (met Willie Macfarlane), North and South Open, Massachusetts Open, National Match Play Open, Florida Open (tie met Joe Turnesa)
- 1934: Agua Caliente Open, Texas Open
- 1936: Sacramento Open
- 1942: Maryland Open